# 補給食
補給食（ほきゅうしょく）とは、自転車ロードレースやサイクリング、マラソン（ウルトラマラソン、トレイルランニング）、トライアスロンなど、長時間に渡って行われるスポーツの最中に摂取される食料である。ここでは主に自転車について記述する。

## 概要
自転車のロードレースや長距離ツーリングは運動が長時間にわたり、走行前に摂ったエネルギーだけでは不足するため、途中で食料の摂取が必要となる。一般人でも走行中には1時間当たり500kcal以上のエネルギーを消費し、脂肪の燃焼を計算に入れても長時間のツーリングでは体内のグリコーゲンを使い切ってしまう。このため、連続して長時間走るようなツーリングでは補給食は必須となる。栄養補給を行わずにいると体が低血糖状態に陥り、パフォーマンスが極端に低下してしまうどころか、意識不明に陥ることもある（ハンガーノック）。
レース中は走行しながら食べるので、食べやすく消化吸収のよいものが求められる。他にも、走行中でも取り出したり食べたりしやすいという特殊な要請に応えられるよう工夫が凝らされている。走行中に必要な栄養素は基本的にグリコーゲンなので、高カロリーなものが使用される。一般的にはパワーバー、ゼリー飲料のような市販品が使われることが多いが、UCIワールドツアーなどプロのロードレースでは、栄養バランスを考慮して栄養士資格を持つチームスタッフが特別に作ったものを食するケースも多く、中には味覚重視でケーキなどが含まれることもある。また水分についても、一般的なスポーツドリンク以外に、飲みやすさを重視してコーラ等の炭酸飲料を合わせて摂取するという。
レースでは、マラソンの給水ポイントのような補給エリアが設定され、選手は、「サコッシュ」（sacoche:フランス語で肩掛けの鞄や袋を指す。英語圏では「ミュゼット」musetteと呼ばれる）に入れられた補給食をチームのサポートスタッフから受け取り、ジャージのポケットに入れて食べながら走るのが一般的である。また補給エリアで補給食を受け取るのに失敗した場合は、チームのサポートカーから補給食を受け取ることもある。
栄養素、吸収性など食品の特性を勘案し、吸収しにくいものは走行前半に摂り、吸収の良いものは最後に取っておくなど工夫が凝らされる。